# 徐璟 (宣德庚戌進士)
徐璟（1396年—？），字士良，河南汝寧府光山縣人，明朝政治人物。進士出身。

## 生平
河南鄉試第一百二十六名。宣德五年（1430年）丁丑科會試第二十八名，殿試登進士第三甲第二十八名。官至福建左布政使。

## 家族
曾祖徐彜。祖父徐道亨。父徐以達。